# Joe Stydahar
Joseph Lee Stydahar (Kaylor, Pensilvania, 17 de marzo de 1912 – Beckley, Virginia Occidental, 23 de marzo de 1977), más conocido como Joe Stydahar, fue un jugador profesional estadounidense de fútbol americano que se desempeñó en la posición de tackleador en la National Football League (NFL). Es miembro del Salón de la Fama del Fútbol Americano Profesional.

## Carrera
Stydahar jugó como profesional nueve temporadas en Chicago Bears (1936-1946), equipo en el que se retiró.

## Reconocimiento
El 5 de agosto de 1967, fue seleccionado para ser miembro del Salón de la Fama del Fútbol Americano Profesional.